# 김동찬 (작사가)
김동찬(Kim dong chan, 1949년 2월 24일~ )은 대한민국의 작사가, 작곡가이자 트로트 히트 메이커이다.

## 생애
김동찬은 1949년 2월 24일에 충청남도 부여군에서 태어났다. 평소에 음악에 관심이 많았고, 1970년대부터 대한민국의 많은 트로트를 작사, 작곡해왔다. 대한민국의 거의 모든 트로트는 이호섭, 박현진 등이 작곡했지만 곡의 작사는 그가 거의 도맡았다. 2002년에 농림부 장관으로부터 표창장을 받았고, 2007년에 한국전통가요 작사부문 대상을 수상했다. 2000년에 KBS 효과감독, 2008년에 거붕그룹 거제백병원 재단이사를 역임했다. 2009년부터 현재까지는 전국노래자랑 심사 위원으로 주로 활동하고 있는데, 심사 위원으로 활동하면서 기똥찬 사나이라는 별명을 얻었다. 2017년에 그의 가요 인생 50주년을 기념하여 KBS 홀에서 축하 공연이 열렸다. 그 공연에서는 그가 작사, 작곡한 노래를 부른 가수들이 나와서 공연을 했다.

## 작사, 작곡한 주요 곡
- 봉선화 연정(현철)
- 네 박자(송대관)
- 사랑의 이름표(현철)
- 신토불이(배일호)
- 둥지(남진)
- 돌팔매(오은주)
- 님의 향기(김경남)
- 유리구두(김혜연)

## 수상
- 2002년 농림부 장관 표창
- 2007년 한국전통가요 작사부문 대상

## 경력
- 2000년 KBS 효과감독
- 2002년 거붕그룹 거제백병원 재단이사